# AIK Bandy Dam
Denna artikel behandlar AIK:s bandysektion för damer. För herrarnas bandysektion, se AIK Bandy Herr.
AIK Bandy Dam, tidigare AIK Dambandy, var den svenska idrottsklubben AIK:s bandysektion för damer. AIK:s damsektion för bandy startades 1976 och debuterade i seriesammanhang säsongen 1976/1977 , då man spelade i Division II. Säsongen 1977/1978 vann AIK sin serie i Division II, och flyttades upp i Division I, som då var högsta divisionen.
AIK:s damlag i bandy var från slutet av 1980-talet och fram till början av 2000-talet mycket framgångsrikt, med totalt elva SM-guld på 14 spelade SM-finaler. Inför säsongen 2006/2007 lämnade dock flera av de framgångsrika spelarna klubben, men AIK lyckades dock ta sig till semifinalspel med hjälp av före detta stjärnspelare i laget. Väl där åkte man dock ut mot Sandvikens AIK. Säsongen 2007/2008 var man åter i Sverige-toppen och blev svenska mästarinnor efter finalseger, 3-0, mot IFK Nässjö på Studenternas IP, vilket sammanlagt blev AIK:s 15:e SM-guld i bandy på seniorsidan, både herrar och damer inräknat. Bara Västerås SK (21) har vunnit fler SM.
Inför säsongen 2008/2009 flyttade AIK:s herrlag och damlag i bandy från Spånga IP och Sollentunavallen till Bergshamra IP .
Den 19 augusti 2016 meddelades att laget på grund av spelarbrist drar sig ur Elitserien inför säsongen 2016/2017. Av 17 spelare hade man då tappat 15 sedan föregående säsong.
En ny styrelse tog vid och räddade spel i Allsvenskan. Laget bestod mestadels av finska juniorer som tillsammans med ett par ryska och svenska damer förde AIK till en sensationell andraplats.
Den 15 augusti 2017 meddelades att man inför säsongen 2017/2018 återigen blivit klara för Elitserien, sedan NT Bandy dragit sig ur på grund av spelarbrist.
Den 24 april 2023 meddelade Svenska Bandyförbundet AIK:s bandydamer tvångsnedflyttas från Elitserien på grund av ekonomiska skäl.
I november 2023 lade AIK ned all bandyverksamhet på både dam- och herrsidan.

## Meriter
- Svenska mästerskap:
  - Vinnare (15): 1988, 1990, 1995, 1996, 1998, 1999, 2000, 2003, 2004, 2005, 2006, 2008, 2010, 2012, 2014
  - Finalförluster (10): 1994, 2001, 2002, 2009, 2011, 2013, 2015, 2016, 2018, 2022
- Distriktsmästerskap:
  - Vinnare (10): 1980, 1984, 1985, 1986, 1988, 1989, 1990, 1991, 1993, 1995
- World Cup:
  - Vinnare (5): 2003, 2004, 2008, 2010, 2011
- Svenska mästerskap i rinkbandy:
  - Vinnare (8): 1992, 1993, 1994, 1995, 1996, 1997, 1999 och 2000